# Tony D’Amario
Tony D’Amario (ur. 1961, zm. 29 czerwca 2005 w Paryżu) – francuski aktor, występował roli K2 w filmie 13 Dzielnica.
Jego filmowy debiut przypada na rok 1999, kiedy zagrał małą rolę we francuskim filmie fabularnym: Joanna d’Arc (oryg. The Messenger: The Story of Joan of Arc). Następnie, na początku roku 2000, grywał w kilku niewielkich rolach. Pojawił się w serii kryminalnej Central nuit w 2003. Swoją najważniejszą filmową rolę, która przyniosła mu międzynarodową sławę zagrał w 2004 w filmie 13 Dzielnica. Później pojawił się epizodycznie w Le Tuteur. Przed śmiercią pracował nad filmem Last Hour. 
Zmarł z powodu anewryzmu, który spowodował atak serca.